# Heathrow Connect
Heathrow Connect – brytyjski przewoźnik kolejowy, będący jednym z dwóch operatorów połączenia między lotniskiem Heathrow a centrum Londynu. O ile pociągi Heathrow Express nie zatrzymują się między dworcem Paddington a lotniskiem, o tyle składy Heathrow Connect stają na kilku stacjach. Udziałowcami firmy są grupa FirstGroup (za pośrednictwem należącego do siebie przewoźnika First Great Western) oraz operator lotniska, firma BAA (za pośrednictwem swojego kolejowego skrzydła Heathrow Express). Pierwszym dniem przewozów był 12 czerwca 2005. Tabor Heathrow Connect składa się z zaledwie 5 pociągów i są to wyłącznie składy typu British Rail Class 360.